# Тайфун (тип судов на подводных крыльях)
Тайфун (судно проекта 1233) — советское экспериментальное пассажирское газотурбинное судно на автоматически управляемых подводных крыльях 1969 года постройки, которое использовалось также в качестве модели для разработки МРК «Ураган» (проект 1240). Усиленно эксплуатировалось в 1970-е годы на линиях речного и морского пароходств, в результате чего были получены результаты, улучшившие проект МРК «Ураган».

## История
Проект «Тайфун» использовался для отработки новых технологий, при реализации МРК «Ураган» (проект 1240), также проектировавшегося в ЦМКБ «Алмаз». Однако конструктивно, пассажирский СПК «Тайфун» значительно отличается от МРК «Ураган», в частности он имеет прямое подводное крыло, в отличие от 2-х стреловидных на «Урагане», и простые Z-образные угловые колонки К-1700 (на проекте 1240 используются колонки с тандемными винтами), кроме того, в 5 раз различается водоизмещение судов и в 10 раз мощности энергетических установок.
Решение о постройке полунатурной модели «Урагана» было принято в 1964 году, тогда и появилось название «Тайфун».
Сама идея такой конструкции пришла из проекта 1234, где планировалось применить глубоко погружённые подводные крылья.
Проект оказался очень сложным и большое количество проблем пришлось решать впервые. 
В том же 1964 году было принято решение МСП о разработке опытного морского пассажирского судна на АУПК «Тайфун» (проект 1233).
Газотурбоход проекта 1233 был сконструирован в ЦКБ-5 (ЦМКБ «Алмаз», Ленинград), главный конструктор — В. М. Бурлаков, существенное участие в работах принял К. Ж. Аванесов. Основной двигатель судна создан в ЗМКБ «Прогресс» (Запорожье, УССР) под руководством моторостроителя Ф. М. Муравченко.
«Тайфун» был построен с целью практической проверки формы корпуса, а также системы управления и гидродинамики глубокопогружных подводных крыльев.
На нём были отработаны принципы построения системы стабилизации, разработки угловых колонок по передаче мощности к гребным винтам.
С этим связано непривычное для мирных судов «недоброе» наименование судна, традиционное для советских сторожевых кораблей времён Великой Отечественной войны, за свои «погодные» названия именовавшихся «дивизионом плохой погоды». Опыт создания СПК «Тайфун» также был востребован при разработке первой редакции Кода безопасности судов нового типа, разрабатывавшегося под эгидой ИМКО. 
Судно применялось на морских направлениях Ленинград—Таллин, Ялта—Сочи, Ялта —Одесса и некоторых других линиях.
В процессе эксплуатации судно показало себя с хорошей стороны: за счёт высокой скорости (около 50 узлов) быстрота перевозки пассажиров существенно превосходила все существующие варианты морского, железнодорожного и автомобильного пассажирского транспорта.
При этом по экономичности оно существенно выигрывало перед похожим газотурбоходом «Буревестник»
По ряду причин программу испытаний не удалось выполнить целиком, но был выявлен и отработан ряд существенных проблем, таких как система управления закрылками, решения по угловым редукторным передачам мощности от двигателей к гребным винтам, системы гидравлики и некоторые другие.

Эти результаты были учтены при проектировке КПК «Ураган».
ЦМКБ «Алмаз» оценивает разработанную систему автоматического управления движением для судна на подводных крыльях, как одно из лучших достижений за всю историю работы предприятия.
Судно эксплуатировалось в течение года, после чего были внесены изменения в проект КПК «Ураган», единственное судно которого было заложено в 1972 году.

До 1974 года Тайфун выходил в море, после чего проект был сдан в архив, а корабль стоял без движения на заводской причальной стенке завода «Алмаз».
По результатам испытаний были сделаны следующие выводы: положительную оценку получили высокие гидродинамические качества судна, но при этом существовала большая сложность изготовления крыльев, угловой колонки и систем автоматики управления крыльями. По этой причине проект 1233 в серию не пошёл.

## Конструкция
Корпус выполнен из алюминиево-магниевого сплава с помощью клёпки. Крыльевое устройство состоит из носового и кормового глубоко погружённых крыльев, автоматически управляемых электронной системой с помощью закрылков.

Крыло выполнено по профилю Вальхнера, стреловидность крыла отсутствует.

Стойки крыльев имеют высоту 3,5 метра, задние стойки выполнены в виде угловых неповоротных колонок.
За счёт автоматически изменяющегося угла атаки подводных крыльев судно становится более спокойным на ходу при волнении. А наличие суперкавитирующих (смотри кавитация) винтов позволяет «Тайфуну» достигать очень высоких скоростей на воде.

## Комментарии
1. ↑  Двигатель АИ-23с был создан в ЗМКБ «Прогресс» (Запорожье, УССР) под руководством Ф. М. Муравченко
2. ↑  Идея ракетоносца на подводных крыльях родилась, когда страной руководил Н. С. Хрущёв. Первоначально планировалось воплотить идею в корабле проекта 1234, построенном начале 1960-х годов и первоначально именовавшемся проектом 1234ПК, то есть проект 1234 на подводных крыльях